# Ferdinand Streichhan

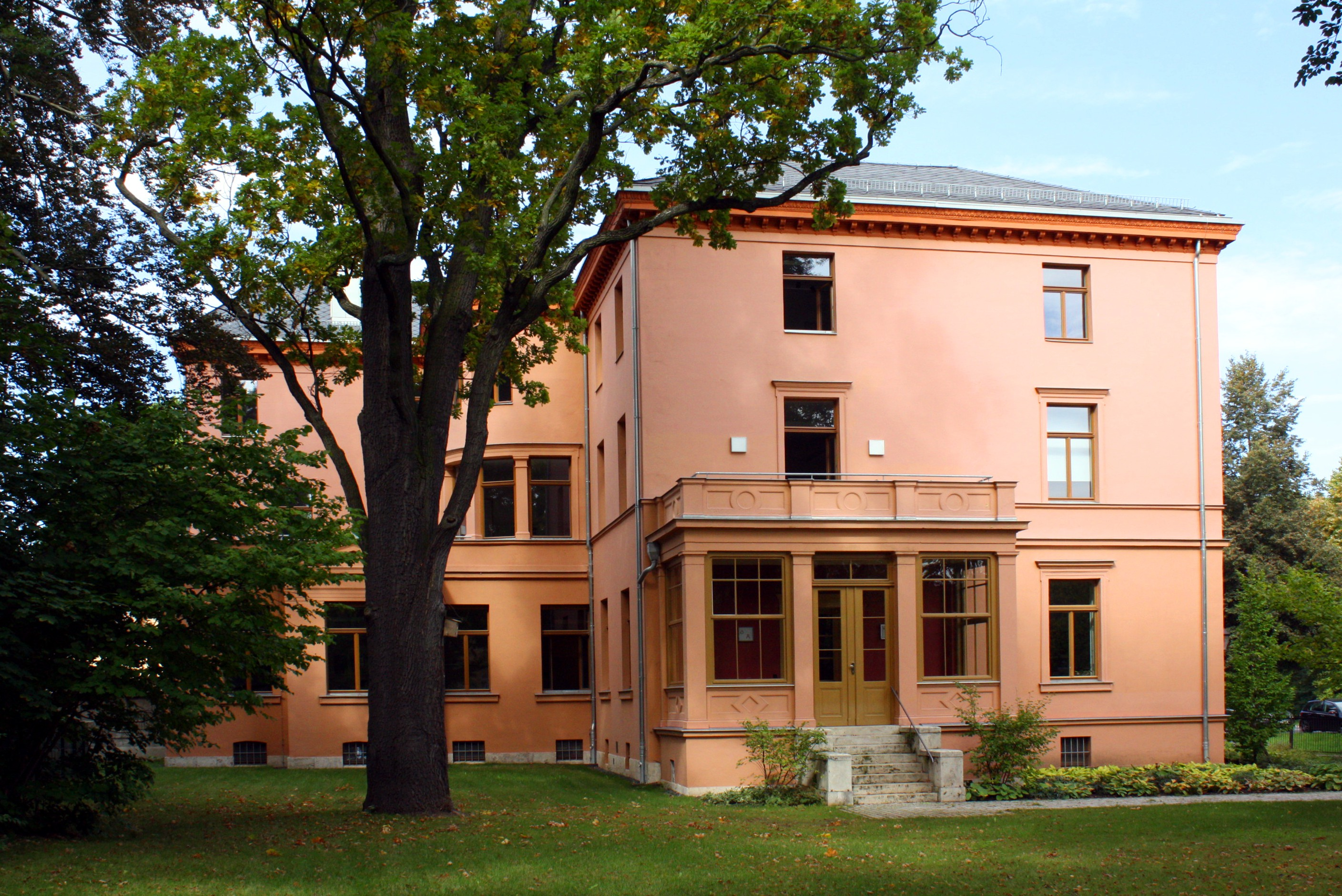
Wohnhaus von Ferdinand Streichhan in der Belvederer Allee 5 in Weimar

Carl Heinrich Ferdinand Streichhan (* 20. Januar 1814 in Zehdenick; † 19. Juni 1884 in Jena) war ein deutscher Architekt und Baubeamter und wurde 1848 als Nachfolger von Clemens Wenzeslaus Coudray (1775–1845) Oberbaudirektor des Großherzogtums Sachsen-Weimar-Eisenach. Damit unterstanden sämtliche öffentlichen Bauunternehmungen seiner Zuständigkeit. Das betraf nicht nur die Entwürfe, die keineswegs von ihm allein stammten wie z. B. das Museum Neues Weimar, sondern auch die Finanzierung und die Planung der Bauunternehmungen.

## Leben und Werk
Carl Heinrich Ferdinand Streichhan absolvierte nach dem Besuch des Gymnasiums in Neuruppin 1832–1833 eine Lehre als Feldvermesser, bevor er 1833–1835 an der Allgemeinen Bauschule in Berlin sein Architekturstudium betrieb, auch bei Friedrich Schinkel, was auch in dem Nachruf von 1884 erwähnt wurde.
Von 1837 bis 1848 war er im preußischen Staatsdienst tätig. Aus dieser Zeit stammen Entwurfsarbeiten u. a. für die Strafanstalt in Ratibor. 1844–1848 war er Abteilungsingenieur bei der Thüringischen Eisenbahngesellschaft in Erfurt, in dessen Zeit u. a. 1846 der Bau des Viaduktes von Vieselbach, der Bau des Empfangsgebäudes des Erfurter Bahnhofs 1846/1847 und das des Eisenacher Bahnhofes liegen. Der Bebauungsplan der nördlichen Erweiterung Weimars 1852/1853 ist ebenfalls maßgeblich durch ihn erarbeitet worden.
Seine Baukunst ist eher dem Stil des Historismus als dem des Klassizismus zuzurechnen. In diesen Jahren prägte er das Baugeschehen der Stadt und Umgebung Weimars maßgeblich, hatte jedoch auch überregionale Bedeutung. Er blieb der Architekturauffassung der preußischen Schule nach Karl Friedrich Schinkel zeitlebens verbunden.
Bei einigen dieser Bauten hatte der Hofbaumeister Otto Minkert die Bauleitung übernommen. Hauptsächlich übernahm Streichhan staatliche Bauaufgaben. Dazu zählte u. a. nach dem Tod von Coudray 1845 die Übernahme der Leitung der Großherzoglich-Sächsischen Baugewerkenschule Weimar, die er bis zu seinem Tod innehatte.
Streichhans Wohnhaus in Weimar befindet sich in der Belvederer Allee 5, in der Liste der Kulturdenkmale in Weimar (Einzeldenkmale) als Haus Streichhan aufgeführt, welches er 1861/62 selbst erbauen ließ. Seit 2011 ist es in Nutzung der Bauhaus-Universität Weimar. Ab den 1850er Jahren konzentrierte sich der Raum seiner Tätigkeit in das nähere Umfeld von Weimar. Sein Wohnhaus ist eines der ältesten der Straße, vielleicht sogar das älteste. In der Zeit von 1861 bis 1869 wurden von den Bauunternehmern Karl Friedrich Röhr und Karl Eduard Kurth zahlreiche Villen dort errichtet.
Begraben wurde er auf dem Historischen Friedhof. Seine Begräbnisstelle ist jedoch inzwischen entfernt.

## Bauten und Entwürfe (Auswahl)
- 1841: Wettbewerbsentwurf für einen Wasserturm (für die „Monatskonkurrenz“ September 1841)[6]
- 1854–1859: Kaserne in Weimar, genannt „Weimarer Akropolis“.[7] Es trägt eine Straße, die auf diesen Kasernenbau hinführt, seinen Namen. Die Benennung Weimarer Akropolis für diesen Bau in historistischen Stil dürfte als Reminiszenz zur Akropolis in Athen zu verstehen sein, da dieser Bau wie der antike Athener Bezirk jeweils die höchsten und markantesten Punkte über der Stadt definieren, welche weithin sichtbar sind.[8]
- 1857: Entwurf für einen Kirchturm in Kunitz bei Jena.[9] Die in einer Datenbank zu findende Ortsangabe Canitz (ungesicherte Zuschreibung) rührt wohl von einem Lesefehler her.[10]
- 1859–1860: Lesemuseum (Nike-Tempel) am Goetheplatz in Weimar. Dessen Erbauung ging noch auf Maria Pawlowna zurück. Damit erhielt die 1830 von ihr gegründete Lesegesellschaft ihr Domizil.
- 1860–1862: Russisch-Orthodoxe Kapelle in Weimar, welche an die Rückwand der Weimarer Fürstengruft angesetzt wurde. 1860 wurde zudem ein repräsentativer Bau nach seinem Entwurf errichtet, welcher heute am Goetheplatz 11 das Jugend- und Kulturzentrum mon ami ist.[11]
- 1865–1868: Großherzogliche Bezirksdirektion in Apolda (heute Polizeiinspektion Bahnhofstraße 23)
- 1873–1878: Marstall in Weimar (heute weiterer Standort des Hauptstaatsarchivs)
- 1878/79: Gedächtnishalle, auf dem Historischen Friedhof
- 1880: Bau des ehemaligen Oberlandesgerichtes in Jena, August-Bebel-Straße 4
- 1883–1885: Geheimes Haupt- und Staatsarchiv und Sachsen-Ernestinisches Gesamtarchiv (heute Hauptstaatsarchiv Weimar), Beethovenplatz 3 in Weimar.[12] Dieser ist der letzte Bau nach Plänen von Streichhan.

## Ehrungen
Neben der bereits erwähnten Benennung einer Straße nach ihm wurde ihm 1883 anlässlich des fünfzigjährigen Dienstjubiläums der Orden des Sterns zum Komturkreuz des Sachsen-Weimarischen Hausordens der Wachsamkeit oder zum Weißen Falken verliehen.